# Hank Greenberg
Henry Benjamin "Hank" Greenberg (1 de enero de 1911-4 de septiembre de 1986) fue un jugador de béisbol de Estados Unidos que actuó como primera base en las Grandes Ligas. Jugó la mayoría de su carrera para los Detroit Tigers, siendo reconocido como uno de los mejores bateadores de fuerza de su generación. Conectó 58 cuadrangulares en 1938, igualando la marca de Jimmi Foxx en 1932, de más jonrones en una temporada entre 1927 (cuando Babe Ruth impuso el récord de 60) y 1961 (cuando Roger Maris lo sobrepasó).

## Resumen de la Carrera en Grandes Ligas
Actuó como primera base y jardinero para los Detroit Tigers (1930, 1933-46), jugando también por poco tiempo para los Pittsburgh Pirates (1947). Greenberg jugó solamente nueve temporadas completas. Se perdió cerca de 19 juegos de la campaña de 1941, las tres temporadas que le siguieron y gran parte de la de 1945 debido al servicio militar de la Segunda Guerra Mundial. Además, perdió otra temporada debido a una fractura de muñeca. De haber jugado en otra época no interrumpida por la guerra, se dice que Greenberg hubiese conectado entre 500 y 600 cuadrangulares impulsando entre 1,800 y 2,000 carreras. Como quiera que sea, sus 331 jonrones y 1,276 carreras impulsadas son cifras muy destacadas para los 1,394 partidos que disputó durante su carrera. Greenberg, además, promedió para .313 durante su trayectoria.

## Alcanzando el hito de Babe Ruth
Greenberg, un prodigioso bateador de jonrones, estuvo a punto de batir el hito de jonrones —en una sola temporada– de Babe Ruth en 1938, cuando conectó 58 jonrones, liderando la liga por segunda vez. Ese año, tuvo 11 partidos con múltiples jonrones, un nuevo récord de las Grandes Ligas. Greenberg igualó el que entonces era el récord de jonrones de una temporada por un bateador diestro, Jimmie Foxx (1932); el hito se mantuvo durante 66 años hasta que fue superada por Sammy Sosa y por Mark McGwire. A Greenberg también se le borró el jonrón número 59 a causa de una lluvia.  Durante mucho tiempo se ha especulado que Greenberg fue saboteado intencionalmente a finales de la temporada para evitar que rompiera el récord de Ruth, pero Greenberg desestimó esta especulación, calificándola de "historias descabelladas". Howard Megdal ha calculado que en septiembre de 1938, a Greenberg no se le dejó conectar más del 20% de sus apariciones en el plato, por encima de su promedio para la temporada Sin embargo, un fisking a Megdal demuestra que Greenberg conectó con la misma frecuencia en abril y mayo de la temporada de 1938, y que su exceso de caminatas en septiembre se produjo mucho antes de que amenazara el récord de Ruth.